# Petrogradskij rajon
Il Petrogradskij rajon (in russo Петроградский район?) è uno dei rajon in cui è suddivisa la città federale di San Pietroburgo, in Russia.